# ホテルズドットコム
ホテルズドットコム（Hotels.com）は、オンラインと電話でホテルの部屋を予約できるウェブサイト。同社は34ヶ国語で85のウェブサイトを持ち、約19,000の場所にある325,000以上のホテルを掲載している。ホテルやB&B、一部のコンドミニアムや他のタイプの商業宿泊施設を含む。ホテルズドットコムは1991年にHotel Reservations Network（HRN）として設立された。2001年にExpedia, Inc.の傘下に入り、2002年にはHotels.comに社名を変更した。米国テキサス州ダラスにある有限責任事業組合Hotels.com LPが運営している。  

## 沿革

### 設立
ホテルズドットコムの前身である、Hotel Reservations Network, Inc（しばしばHRNと略された）は、1991年にBob DienerとDavid Litmanにより共同設立された。

### ビジネスモデルの考案
設立当初、HRNはもっぱら電話を通じた主要都市のホテル予約サービスを行っていたが、インターネットの普及していない当時、多くのホテルが仲介手数料の支払いを踏み倒したため、資金繰りに苦しんだ。
こうした中、Dienerは、エージェントがあらかじめホテルから安く販売枠を仕入れた上で、エージェント自ら価格を決定し旅行者に販売し、その利幅で収益をあげるビジネスモデルを新たに考案した。この方式は「マーチャントモデル」と呼ばれ、のちにアメリカのオンライン旅行会社を席巻するが、HRNはこの方式のパイオニアであった。
Dienerはテクノロジーに詳しい友人のDave Raeの勧めに従い、1995年後半にインターネット経由の予約サービスを試行、1996年前半に本格実施、1996年中にHRNのホテル予約の8割以上がインターネット経由に切り替わった。

### ホテルズドットコムへ
経営が軌道に乗る中、Dienerはアメリカのメディア界の大物であるバリー・ディラーが率いるIAC/InterActiveCorpに接近、1999年7月、HRNはIAC/InterActiveCorpの子会社となった。2002年、IAC/InterActiveCorpのExpedia Inc.買収に前後し、同年4月にホテルズドットコムのウェブサイトを開設、同時に、企業名もHRNからHotels.com L.Pに改称された。
その後、Expedia Inc.とホテルズドットコムの「共喰い」を防ぐ目的で、両社の営業スタッフの統一が進められた。2005年8月、IAC/InterActiveCorpからのExpedia Inc.の独立に伴い、ホテルズドットコムはExpedia Inc.（現在はエクスペディア・グループ）の子会社となり現在に至っている。

### 現在
2016年2月、エクスペディア・グループのOrbitz Worldwide買収に伴い、Orbitz Worldwideの子会社であったホテルクラブ（Hotel Club）を吸収合併、また同年12月、エクスペディア・グループの企業のひとつVenere.comを吸収合併した。アメリカのホテル予約では、2017年時点で市場シェア第4位となっている。
日本には2008年に進出した。日本においても、宿泊施設の仕入れの仕組みはエクスペディア・グループと共有化されており、仕入れは同グループの日本法人である「エクスペディアホールディングス株式会社」が行っている。2014年3月より、日本版オリジナルキャラクター「ナンパグ」を設定したブランディングを実施、2018年11月、同キャラクターを台湾・香港と共通の「ベルパグ」へと刷新した。

## 提供サービス
世界20万軒以上の宿泊施設の予約ができる。予約の手段はパソコンやスマートフォンから、もしくは24時間日本語など多国語対応のコールセンターにて対応可である。ただし、コールセンターは海外にて行っているため、日本語を母語としないオペレーターが在籍している。
2008年からHotels.com Rewardsと呼ばれる独自の登録制リワードプログラムを実施し、ホテルズドットコム経由で10泊宿泊した会員に、1泊あたりの平均金額分を割り引くサービスを行っている。なお、検索結果に表示される一部の宿泊施設は、実際にはエクスペディアでの契約となる。